# Theo Hiddema
Theo Upt Hiddema (Holwerd, 1 april 1944) is een Nederlandse advocaat en voormalig politicus. Van 23 maart 2017 tot en met 24 november 2020 was Hiddema lid van de Tweede Kamer namens Forum voor Democratie (FVD), en van 13 april 2021 tot en met 30 maart 2022 zat hij voor deze partij in de Eerste Kamer. Van 31 maart 2022 tot en met 12 juni 2023 zat hij in de Eerste Kamer namens Fractie-Frentrop.

## Jeugd en opleiding
Hiddema werd geboren op het Friese platteland en groeide daar op op een boerderij. Zowel zijn oudere broer Frans (1922-1997) als zijn vader zijn lid geweest van de NSB. Toen ze hun vergissing begrepen, stapten ze eruit. Zijn broer Frans schreef begin jaren 1980 een boek getiteld Bruine terreur door zwarte pedagogie, Psychoanalytische aspecten van Hitlers racistische nazidom. Op zijn elfde brachten zijn ouders Hiddema onder in een pleeggezin in Leeuwarden, en zijn verdere jeugd bracht hij merendeels door op internaten. Tijdens zijn jeugd werd hij 'modieus' links. Hiddema studeerde rechten in Groningen en was lid van het Groninger Studenten Corps Vindicat.

## Advocaat
Hiddema werd op 10 juli 1975 te Maastricht beëdigd als advocaat. Na een stage bij Max Moszkowicz in Maastricht begon hij in 1981 zijn eigen praktijk. Die heeft twee vestigingen, een in Maastricht en een filiaal in Amsterdam.
Hiddema kreeg nationale bekendheid door enkele spraakmakende zaken, waaronder de strafzaak tegen de Bende van Venlo. Toen fractiemedewerkster en onverwachte Leefbaar Nederland-lijsttrekker Haitske van de Linde werd vervolgd omdat zij Michiel Smit "de grootste neonazi van Nederland" had genoemd, verdedigde hij haar met succes. Hiddema is een bekende Nederlander, niet alleen vanwege zijn werk, maar ook vanwege zijn ongezouten uitspraken, waarmee hij zich met enige regelmaat in de problemen heeft gebracht. Hij werd meermalen door de tuchtrechter berispt, onder meer wegens belediging van journaliste Valérie Lempereur en onbehoorlijk declaratiegedrag.
Journalist Stan de Jong publiceerde een geautoriseerde biografie over Hiddema, die in 2014 viermaal herdrukt werd. In het boek vertelt Hiddema over het NSB-verleden van zijn familie, de jaren dat hij werkzaam was op het kantoor van Moszkowicz in Maastricht en zijn breuk met hem, zijn bewondering voor de politici Pim Fortuyn en Geert Wilders en een aantal geruchtmakende strafzaken waarin hij pleitte, onder meer tegen de Bende van Venlo, en de zaak die bekend werd als de Limburgse IRT-affaire.
Hiddema's vrouw Gerrie overleed in 2016 aan kanker. Dat heeft een grote impact op hem gehad, waardoor hij geen ambitie meer had voor zijn advocatenpraktijk.
In 2021 trad Hiddema op als advocaat van toenmalig PNVD-voorzitter Nelson M., wat bij een deel van de FVD-aanhang slecht viel.

## Politiek

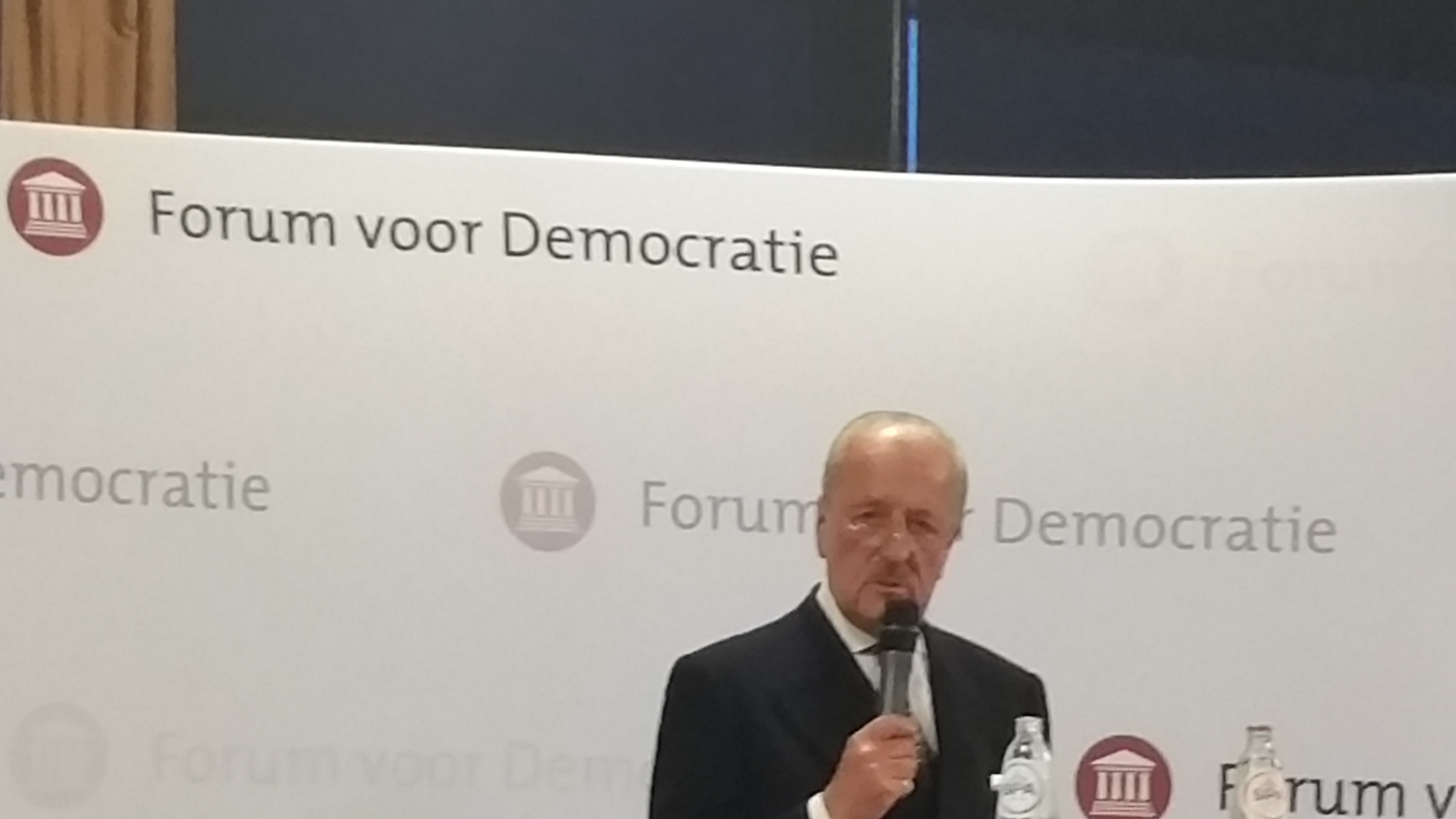
Hiddema op FVD-bijeenkomst (17 april 2017)

Hiddema heeft meermaals aangegeven te sympathiseren met de PVV van Wilders. Zijn echtgenote Gerrie spoorde Hiddema aan zich aan te sluiten bij het Forum voor Democratie, nadat hij bij een van Thierry Baudet's discussieavonden was gaan luisteren. Op 28 december van dat jaar stelde Hiddema zich beschikbaar als kandidaat bij de Tweede Kamerverkiezingen 2017. Hij kwam op de tweede plaats van de kandidatenlijst te staan, direct na lijsttrekker Thierry Baudet. Hiddema werd op 23 maart 2017 beëdigd als lid van de Tweede Kamer der Staten-Generaal. Op 27 mei 2019 brachten tien van de elf FVD-Statenleden uit Zuid-Holland hun stem uit op lijstduwer Hiddema voor de Eerste Kamerverkiezingen 2019.
Op 24 november 2020 vertrok Hiddema per direct uit de Tweede Kamer. Als reden noemde hij zichzelf "politiek arbeidsongeschikt". Zijn aftreden kwam te midden van het vertrek van tal van andere FVD-leden naar aanleiding van kritiek binnen de partij dat er te weinig zou worden opgetreden tegen vermeende anti-Joodse stemmingen binnen de FVD-jongerenorganisatie. Vlak voor Kerst 2020 meldde Hiddema lijstduwer voor FVD te willen worden bij de Tweede Kamerverkiezingen van maart 2021. Aanvang januari 2021 gaf Hiddema aan toch niet als lijstduwer te willen fungeren. Op 8 april 2021 maakte Hiddema bekend als Eerste Kamerlid terug te keren in de politiek. Vanaf 13 april dat jaar neemt hij als senator de zetel in van Nicki Pouw-Verweij. Op 30 maart 2022 verliet Hiddema FVD omdat de Tweede Kamerfractie van de partij niet aanwezig wilde zijn bij een speech per video van de Oekraïense president Volodymyr Zelensky in de Tweede Kamer. Vanaf 31 maart 2022 tot en met 12 juni 2023 zat hij samen met Paul Frentrop (fractievoorzitter) in de fractie-Frentrop.

## Trivia
- Hiddema's kat Bram, een Britse korthaar, was regelmatig in het nieuws en producties van FVD te zien.